# Pikantne hollywoodske priče
Pikantne hollywoodske priče (eng. What Just Happened) američka je satirička drama iz 2008. koju je distribuirala Magnolia Pictures. Redatelj je bio Barry Levinson. Glavne uloge su glumili Robert De Niro, Sean Penn, Catherine Keener, Stanley Tucci, John Turturro, Robin Wright Penn, Kristen Stewart, Michael Wincott i Bruce Willis. Film je nezavisan u produkciji 2929 Entertainmenta, Art Linson Productionsa i TriBeCa Productionsa. Objavljen je 17. listopada 2008. Temelji se na knjizi What Just Happened? Bitter Hollywood Tales from the Front Line koju je napisao Art Linson. Govori o njegovim osobnim iskustvima kao producenta u Hollywoodu.

## Vanjske poveznice
- Službena stranica
- Pikantne hollywoodske priče u internetskoj bazi filmova IMDb-a
- Pikantne hollywoodske priče na Rotten Tomatoes
- Pikantne hollywoodske priče na Box Office Mojo